# Герань луговая

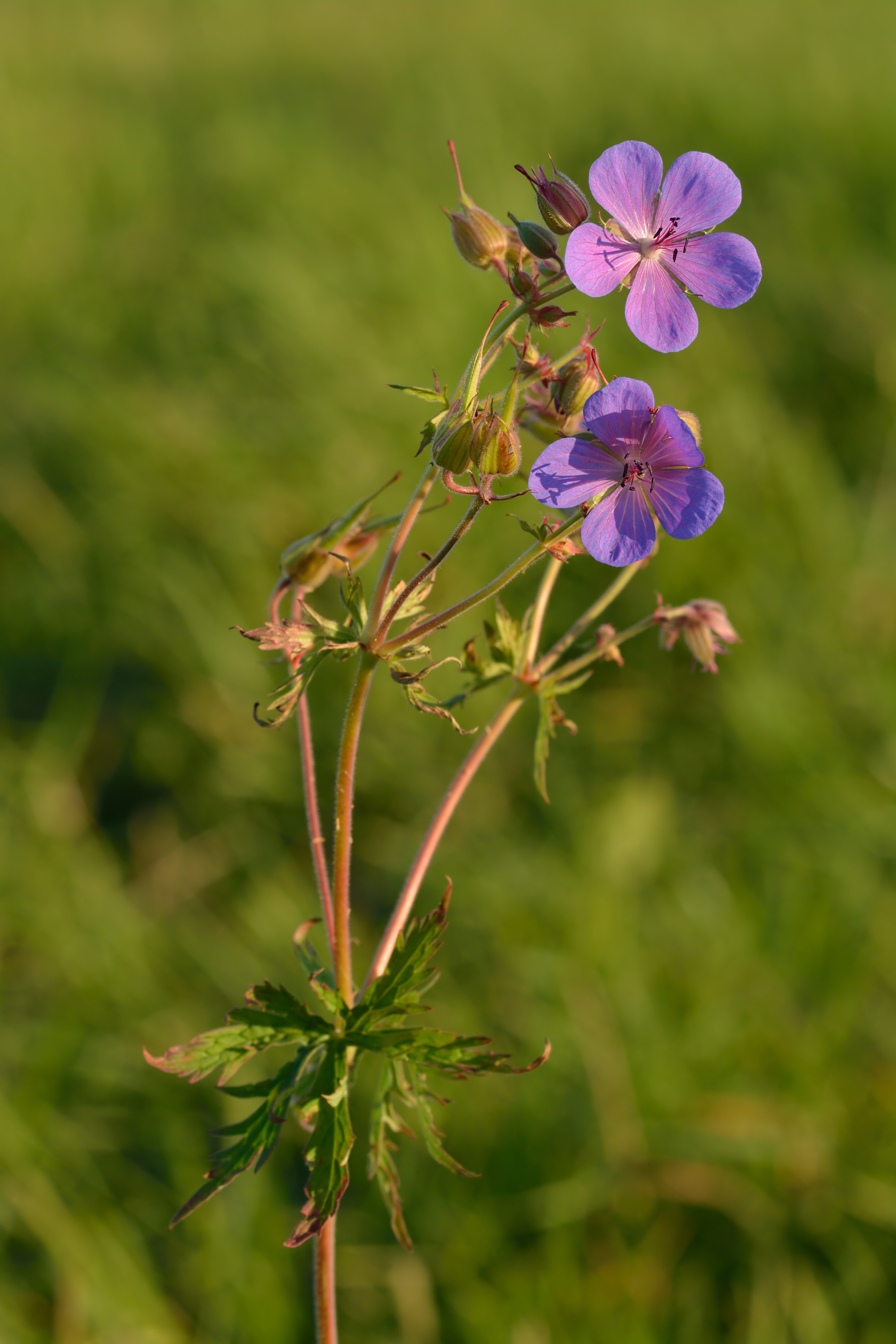

Гера́нь лугова́я, или жураве́льник луговой (лат. Geránium praténse) — двудольные цветковые растения, вид рода Герань (Geranium) семейства Гераниевые (Geraniaceae).

## Ботаническое описание
Корневище короткое, толстое, косое, длиной до 10 см, увенчанное тёмно-бурыми прицветниками базальных листьев. Стебли немногочисленные или одиночные, высотой 30—80 см, прямостоячие, в верхней части разветвлённые, бороздчатые, покрытые отстоящими или даже отогнутыми волосками.
Прикорневые листья супротивные, многочисленные, на черешках длиной 10—20 (до 30) см, отстояще жёстковолосистые; пластинка длиной 6—12 см, шириной 6—16 см, в очертании почковидно-округлая, сверху прижато и коротко волосистая, снизу, преимущественно по жилкам, с короткими волосками, почти до основания семираздельная на ромбически-яйцевидные лопасти, в свою очередь, почти перистонадрезанные на ланцетные доли. Стеблевые листья пятираздельные, верхние сидячие трёхраздельные. Прицветные — ланцетные, заострённые, прижато волосистые, длиной 10—15 мм.
Соцветие зонтиковидное, ложновильчатое. Цветоножки железисто волосистые, до начала цветения, как и при плодах, поникающие, во время цветения вверх стоящие. Цветки крупные, широко раскрытые, многочисленные. Чашелистики длиной 10—13 мм, продолговато-яйцевидные о трёх жилках, покрыты железистыми волосками, с нитевидным заострением длиной 3—4 мм; лепестки в числе пяти, лилово-синие, лилово-красные, сине- или голубовато-фиолетовые, длиной 16—23 мм, шириной 10—17 мм, широкие, обратнояйцевидные, вверху закруглённые, цельные, в основании волосистые. Нити тычинок в основании широкие и внизу волосистые.
Плод — клювовидное образование, длиной около 3 см, которое после созревания разделяется на односеменные плодики. Семена мельчайше пятнистые.
Цветение в июне — июле. Плодоношение в августе — сентябре.
|                                                 |  |  |
| Слева направо: Лист, цветок и диаграмма цветка. |  |  |

## Распространение и экология
В природе ареал вида охватывает умеренные районы Евразии, от Испании на западе до Китая на востоке и от Скандинавии на севере до Индии на юге. Культивируется и натурализовалось повсеместно.
Произрастает на умеренно влажных суходольных и степнистых лугах, влажных лесных полянах, лесных опушках, в лиственных и хвойных лесах, среди кустарников, около заборов.
Факультативный гелиофит, мезофит, мезотроф.

## В цветоводстве
Герань луговая светолюбива, но может выращиваться и в лёгкой полутени. Нуждается в умеренно-влажных, глубоких и плодородных почвах.
Цветёт с середины июня до середины июля.

## Лекарственное сырьё

### Заготовка
Лекарственным сырьём служит надземная часть растения, иногда корни. Траву собирают во время цветения, сушат под навесом, в тёплых проветриваемых помещениях или в сушилке при температуре 40—45 °С. Хранят в деревянной или стеклянной таре 1 год.
Заготовляют также корневища с корнями — их выкапывают осенью, очищают от земли, быстро промывают, удаляют стебли и высушивают на воздухе или в тёплых проветриваемых помещениях, предварительно провялив.

## Фармакологические свойства
Обладает вяжущим, дезинфицирующим, противовоспалительным, антибактериальным, антитоксическим, ранозаживляющим, кровоостанавливающим, противозудным, успокаивающим, обезболивающим свойствами, а также способностью растворять отложения солей при почечнокаменной болезни, ревматизме и подагре. Есть сведения о возможности подавлять HBSAG in vitro.

## Химический состав
Корни растения содержат крахмал и другие углеводы, тритерпеновые сапонины, дубильные вещества (19—38 %), фенолкарбоновые кислоты, катехины, флавоноиды, витамин С и каротин. В надземной части найдены углеводы, глюкоза, фруктоза, рафиноза, сапонины, алкалоиды, витамины С и K, каротин, дубильные вещества (3,2—4 %), флавоноиды, антоцианы и лейкоантоцианы, минеральные вещества: железо, марганец, никель, цинк и др.

## Значение и применение
Медонос, даёт много нектара (стоит на первом месте по нектароносности среди гераней) и пыльцы. Продуктивность нектара цветком 0,8 мг, растением 174 мг, при сплошном произрастании 52 кг/га. В нектаре содержится 45,4% сахара. Цветков на одном цветоносном побеге — 113 шт. Продуктивность пыльцы пыльником 0,7 мг, растением 79 мг. В местах сплошного произрастания на 110 цветках герани луговой работали 73 медоносной пчелы и 27 одиночных пчел, 5 мух, 2 шмеля, 2 пилильщика, 1 муравей. Для заполнения медового зобика одна медоносная пчела посетит 81 цветок герани луговой и принесёт в улей 19,9 мг нектара. Пчела затратит 67% собранного за однократную фуражировку нектара на осматривание цветков и полет до улья и обратно.
Весной и летом на пастбище поедается плохо. Овцы и козы поедают немного лучше, чем крупный рогатый скот. По наблюдениям в Западной Сибири, крупным рогатым скотом растение совсем не поедалось. Отмечено отличное поедание алтайским маралом (Cervus elaphus sibiricus Severtzow) на Алтае. В сене поедается всеми животными лучше, чем на пастбище.
Из растения можно получать зелёную краску.

### Применение в медицине
Применяют внутрь при лечении злокачественных новообразований, при переломах костей, эпилепсии, заболеваниях верхних дыхательных путей, лихорадке, гастритах, энтеритах, пищевых отравлениях, дизентерии, обильных и длительно продолжающихся менструациях и геморроидальных кровотечениях, мочекаменной болезни, ревматизме, подагре, болезнях сердца, наружно при лечении гнойных ран, язв, нарывов, ревматических болях в суставах, анальных и генитальных свищах, ангине, воспалении слизистой оболочки полости рта и горла, при белях, выпадении волос. Иногда водный настой герани назначается врачами при внутренних кровотечениях.
Применяется в народной медицинев виде настоя и отвара от бессонницы, эпилепсии, лихорадки, ревматизма, против поносов, кровотечений при женских болезнях, при экземах, зубной боли, чесотке. Порошком герани останавливают кровотечения.
В тибетской медицине применяют для лечения глазных болезней, в том числе бельма.
Препараты герани обладают антитоксическим действием в отношении змеиных ядов, что подтверждает применение их китайскими врачами при укусах змей.

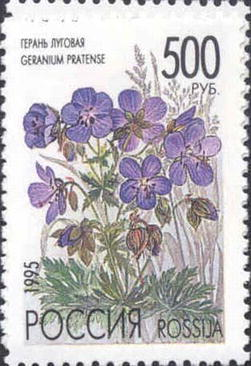
Почтовая марка России

## Сорта
- 'Algera Double'. Высота куста около 40 см, ширина около 35 см. Цветки махровые, диаметром 40 мм. Лепестки белые с сиреневым основанием[13]. Эта мутация обнаружена среди партии Geranium pratense 'Plenum Album'. Сходная мутация обнаружена ранее, распространяется под названием 'Double Jewel'[14]
- 'Cluden Sapphire'. Высота куста около 60 см, ширина около 35 см. Цветки около 40 мм в диаметре, простые, лепестки синие со светло-розовыми жилками[15].
- 'Double Jewel'. Обнаружен в Голландии, известным селекционером флоксов Jan Verschoor среди партии Geranium pratense 'Plenum Album'. Сходная мутация обнаружена позже и имеет название 'Alegra Double'. Цветки махровые. Лепестки белые с сиреневым основанием[14].
- 'Ford'. Высота куста около 40 см, ширина около 35 см. Цветки около 40 мм в диаметре, простые, лепестки голубые со светлыми жилками[16].
- 'Galactic'. Высота куста около 60 см, ширина около 35 см. Цветки около 40 мм в диаметре, простые, лепестки белые, жилки зеленоватые[17].
- 'Ilja'. Высота куста около 70 см, ширина около 45 см. Цветки около 45 мм в диаметре, простые, лепестки беловато-розовые[18].
- 'Hocus Pocus'. Высота куста около 40 см, ширина около 35 см. Цветки около 40 мм в диаметре, простые, лепестки светло-синие[19].
- 'Laura'. Высота куста около 60 см, ширина около 35 см. Цветки около 30 мм в диаметре, махровые, лепестки белые[20].
- 'Mrs Kendall Clark'. Высота куста около 50 см, ширина около 35 см. Цветки около 40 мм в диаметре, простые, лепестки голубые с контрастными светлыми жилками[21].
- 'Picotee'. Высота куста около 60 см, ширина около 35 см. Цветки около 40 мм в диаметре, простые, лепестки светло-голубые с беловатым основанием, жилки зелёные[22].
- 'Plenum Violaceum'. Высота и ширина куста 60—90 см. Цветки махровые, лепестки фиолетовые[23]. Согласно другому источнику высота куста около 40 см, ширина около 35 см. Диаметр цветка 35 мм[24].
- 'Silver Queen'. Высота куста около 60 см, ширина около 35 см. Цветки около 40 мм в диаметре, простые, лепестки белые, жилки зеленоватые, малозаметные[25].
- ssp. stewartianum 'Elisabeth Yeo'. Высота куста около 40 см, ширина около 35 см. Цветки около 40 мм в диаметре, простые, лепестки винно-розовые[26].
- 'Striatum Akaton'. Высота куста около 60 см, ширина около 35 см. Цветки около 40 мм в диаметре, простые, лепестки белые с голубыми штрихами и продольными пятнами[27].
- 'Splish Splash' (syn. var. striatum 'Splish Splash'[28] на сайте Shoot Limited.). Высота куста около 50 см, ширина около 35 см. Цветки около 40 мм в диаметре, простые, лепестки белые с голубыми штрихами и продольными пятнами[29].
- 'Summer Skies'. Высота куста около 60—90 см. Ширина около 60 см. Цветки махровые, лепестки белые с розовато-фиолетовым. Центр цветка жёлто-зелёный[30]. Согласно другому источнику высота куста около 50 см, ширина около 35 см. Цветки около 35 мм в диаметре, лепестки светло-голубые, центр цветка белый[31].
- 'Victor Reiter'. Высота куста около 50 см, ширина около 35 см. Цветки около 40 мм в диаметре, простые, лепестки голубые[32].
- 'Yorkshire Queen'. Высота куста около 50 см, ширина около 35 см. Цветки около 40 мм в диаметре, простые, лепестки белые с малиновыми жилками[33].

### Сорта гибридного происхождения

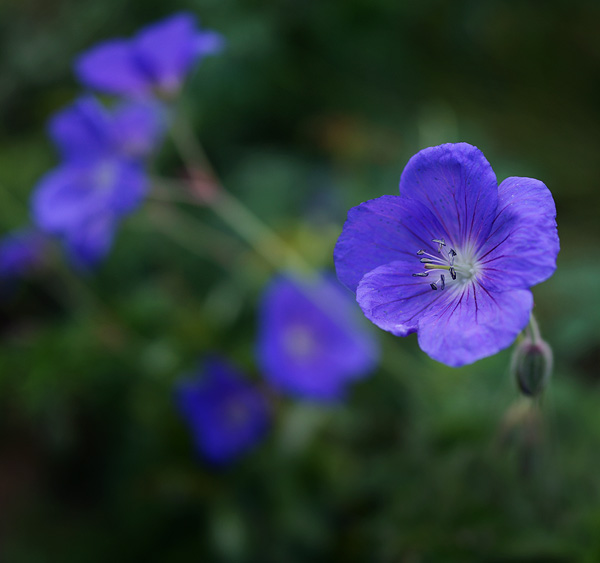
Geranium 'Brookside'

- Geranium 'Brookside' =(Geranium pratense × Geranium clarkei 'Kashmir Purple'). Высота куста около 40 см, ширина около 45 см. Цветки около 40 мм в диаметре, простые, лепестки голубые, основание лепестков белое, жилки синие[34].
- Geranium 'Primadonna' =(Geranium pratense × Geranium clarkei). Высота куста около 65 см, ширина около 35 см. Цветки около 40 мм в диаметре, простые, лепестки голубые, в основании светлеющие и розовеющие[35].
- Geranium 'Jonson’s Blue' =(Geranium himalayense × Geranium pratense). Отличается длительным, обильным цветением[36]. Высота куста около 50 см, ширина около 35 см. Цветки около 45 мм в диаметре, простые, лепестки голубые, в основании светлеющие[37].
- Geranium 'Kashmir Blue' =(Geranium pratense f. albiflorum × Geranium clarkei 'Kashmir White'). Высота куста около 50 см, ширина около 45 см. Цветки около 40 мм в диаметре, простые, лепестки голубые[38].
- Geranium 'Harmony' =(Geranium pratense × Geranium collinum). Высота куста около 50 см, ширина около 35 см. Цветки около 40 мм в диаметре, простые, лепестки светло-сиреневые[39].
- Geranium 'Orion' =(Geranium pratense × Geranium clarkei 'Kashmir Purple'). Высота куста около 50 см, ширина около 40 см. Цветки около 50 мм в диаметре, простые, лепестки синие, основание лепестков светлое[40].

## Классификация

### Таксономия
Geranium pratense L., 1753, Sp. Pl. : 681
Вид Герань луговая относится к роду Герань (Geranium) семейства Гераниевые (Geraniaceae) порядка Гераниецветные (Geraniales). Таксономическая схема в соответствии с Системой APG IV по состоянию на декабрь 2023 года:
|  |                          |  |                                   |                                   |                      |  | еще 6 семейств | еще 6 семейств |                |  |  |  | еще 358 подтвержденных видов и 144 вида, ожидающих подтверждения |
|  |                          |  |                                   |                                   |                      |  | еще 6 семейств | еще 6 семейств |                |  |  |  | еще 358 подтвержденных видов и 144 вида, ожидающих подтверждения |
|  |                          |  |                                   | порядок Гераниецветные            |                      |  |                |                | род Герань     |  |  |  |                                                                  |
|  |                          |  |                                   | порядок Гераниецветные            |                      |  |                |                | род Герань     |  |  |  |                                                                  |
|  | клада Цветковые растения |  |                                   |                                   | семейство Гераниевые |  |                |                | Герань луговая |  |  |  |                                                                  |
|  | клада Цветковые растения |  |                                   |                                   | семейство Гераниевые |  |                |                |                |  |  |  |                                                                  |
|  |                          |  | ещё 63 порядка цветковых растений | ещё 63 порядка цветковых растений |                      |  |                | еще 6 родов    | еще 6 родов    |  |  |  |                                                                  |
|  |                          |  |                                   | ещё 63 порядка цветковых растений |                      |  |                |                | еще 6 родов    |  |  |  |                                                                  |

### Синонимы[42]
- Geranium acknerianum Schur
- Geranium aconitifolium Eichw.
- Geranium alpinum Kit. ex Kanitz
- Geranium batrachioides Bubani
- Geranium caeruleum Gilib.
- Geranium coelestinum Schur
- Geranium kemulariae Kharadze
- Geranium mariae Sennen
- Geranium napellifolium Schur
- Geranium neapolitanum Nyman
- Geranium pinetophilum R.Knuth
- Geranium pratense f. albiflorum Q.Zhu & J.Wang
- Geranium pratense var. album Regel
- Geranium pratense f. lanigera H.J.Coste ex Sennen
- Geranium pratense f. leucanthemum B.Boivin
- Geranium pratense var. lilacinum Čelak.
- Geranium pratense var. litwinowii Woronow
- Geranium pratense var. pallidum Regel
- Geranium pratense var. parviflorum Beck
- Geranium pratense var. plenum Regel
- Geranium pratense var. pubescens Regel
- Geranium pratense var. rubrum Regel
- Geranium pratense var. schmidii Y.J.Nasir
- Geranium pratense subsp. sergievskajae Peschkova
- Geranium pratense subsp. stewartianum Y.J.Nasir
- Geranium pratense var. tenuisectum Regel
- Geranium pratense var. vineale Klett & Richt.
- Geranium rovirae Sennen
- Geranium rovirae var. purpureum Sennen
- Geranium sylvaticum var. batrachioides (Cav.) DC.
- Geranium valde-pilosum Schur ex Nyman